# Ivo Trajkov
Ivo Trajkov (Иво Трајков, Skopje, SR Macedònia, SFR Iugoslàvia, 27 de juny 1965) és un director de cinema macedoni.

## Biografia
Ivo Trajkov va completar els seus estudis a la Facultat de Cinema i Televisió de l'Acadèmia d'Arts Escèniques (FAMU) a Praga i després va decidir començar la seva carrera a la República Txeca. Va escriure guions i va produir pel·lícules en una gran varietat de gèneres: comèdia, docudrama, cinema històric i cinema experimental. Ivo Trajkov dirigeix el departament de postproducció de FAMU.
Es va fer conegut internacionalment a través de la pel·lícula Golemata voda (2004). La seva producció va participar en la XXVI edició de la Mostra de València, on va guanyar la Palmera d’Or, el premi a la millor banda sonora i a la millor fotografia.
Ivo Trajkov està casat amb Verica Nedeska. La parella té un fill.

## Filmografia
- 2022: Piargy
- 2015: Honey Night
- 2013: For Losers Only (curtmetratge)
- 2011: 90 Minuten – Das Berlin Projekt
- 2009: Ocas jesterky
- 2007: Movie
- 2004: Golemata voda
- 1998: Minulost
- 1993: Kanarska spojka
- 1992: Jan (telefilm)